# 库尔特·林德斯特伦
库尔特·林德斯特伦（瑞典語：Curt Lindström，1970年3月8日—），瑞典冰球运动员、教练。他曾带领芬兰国家队参加1994年冬季奥林匹克运动会冰球比赛，结果队伍获得一枚铜牌。